# Trithuria konkanensis
Trithuria konkanensis är en näckrosart som beskrevs av Shrirang Ramchandra Yadav och M.K. Janarthanam. Trithuria konkanensis ingår i släktet Trithuria och familjen Hydatellaceae. Inga underarter finns listade i Catalogue of Life.